# 長田洋子
長田 洋子（おさだ ようこ、3月21日 - ）は、宮城県を拠点に活動する日本のナレーター、ラジオパーソナリティ。特定の芸能事務所に所属せずに活動している。宮城県塩竈市出身。

## 出演

### テレビ番組
- 河北新報ニュース（東北放送） - 主に水曜日の夜から木曜日の朝
- 日経スペシャル カンブリア宮殿（テレビ東京） - ナレーション[3]
- パイロットバーン2（仙台放送） - ナレーション[3]
- ストライク・ガール〜ボウリング新時代〜（BS-TBS） - ナレーション[3]
- あらあらかしこ（仙台放送） - 「あらかしブログ」ナレーション[3]
- デイリーニュース（J:COM 仙台キャベツ）[3]

### ラジオ番組
- ニュース/天気予報（TBCラジオ） - 主に水曜日の夜から木曜日の朝
- Goodモーニング松尾です（TBCラジオ） - アシスタント[4]
  - 火曜・水曜担当（2010年4月 - ）、水曜担当（2013年4月 - ）、月曜・火曜担当（2014年3月31日 - ）